# Светислав Стефановић Ћећа
Светислав Ћећа Стефановић (Кучево, 8. април 1910 — Београд, 9. јануар 1980) био је учесник Народноослободилачке борбе, друштвено-политички радник СФРЈ и народни херој Југославије. У периоду од 1953. до 1963. обављао је дужност Савезног секретара за унутрашње послове ФНРЈ.

## Биографија
Рођен је 8. априла 1910. године у Кучеву. Потиче из сиромашне породице Димитрија Стефановића. После завршене основне школе и два разреда гимназије, због лошег материјалног стања, прекинуо је школовање и отишао у Београд, на занат.
У додир с радничким покретом, први пут, долази 1925. године, преко Савеза радничке омладине. Био је члан Независних синдиката од 1926. године, када је био посебно активан у Спортском друштву „Раднички“ и Културно-уметничком друштву „Абрашевић“.
Члан Савеза комунистичке омладине Југославије (СКОЈ) је постао 1927. године. Убрзо после пријема, изабран је за секретара ћелије, а потом и секретара Рејонског комитета СКОЈ-а „Дунав“. Крајем 1927. је ухапшен, с групом скојеваца, и фебруара 1928. године осуђен на шест месеци затвора, које је издржао у Пожаревцу.
У јесен 1928. године вратио се у Београд, где се одмах укључио у партијски рад, и у септембру постао секретар Месног комитета СКОЈ-а за Београд. Исте године примљен је и у чланство Комунистичке партије Југославије (КПЈ). Приликом растурања летака Покрајинског комитета КПЈ и ПК СКОЈ-а за Србију против Шестојануарске диктатуре, ухапшен је 12. јануара 1929. године, и мучен у београдском затвору „Главњача“, а 25. маја је у недостатку доказа пуштен. У Београду је наставио партијски рад све до одласка на школовање у Совјетски Савез, 1930. године. У Москви је 1933. године завршио Комунистички универзитет националних мањина Запада (КУНМЗ).
У Југославију се вратио 1934. године, и отишао је на партијски рад у Загреб, као инструктор Централног комитета КПЈ. Убрзо је поново ухапшен и осуђен на четири године затвора, које је одлежао у Сремској Митровици. После изласка из затвора, наставио је партијски рад у Београду. Године 1940. изабран је за секретара Покрајинског одбора Народне помоћи за Србију.

### Народноослободилачка борба
После Априлског рата и капитулације Краљевине Југославије, по налогу Покрајинског комитета КПЈ за Србију, радио је као инструктор Покрајинског комитета на организовању оружане борбе у Шумадији. Радио је најпре у крагујевачком округу на формирању Крагујевачког партизанског одреда, а затим је у јесен 1941. године пребачен на партијски рад у Окружни комитет КПЈ за Чачак. У Чачку је остао све до повлачења партизанских јединица у Санџак, новембра 1941. године.
Марта 1942. године, Централни комитет КПЈ и Врховни штаб НОП и ДВЈ упутили су га у Црну Гору, као делегата Врховног штаба, да ради на организовању и јачању партизанских батаљона и одреда. Био је заменик политичког комесара Дурмиторског партизанског одреда, а крајем јуна политички комесар Херцеговачког партизанског одреда. Приликом повлачења партизанских снага из Црне Горе и Херцеговине у западну Босну, водио је бригу око Централне партизанске болнице и позадине јединица које су прве наступале. Септембра 1942. године упућен је за инструктора Централног комитета у Покрајински комитет КПЈ за Далмацију, где се налазио све до маја 1944. године.
Када је 13. маја 1944. године формирано Одељење за заштиту народа (ОЗН), постављен је за заменика начелника Озне при Повереништву, а касније Министарству народне одбране и произведен је у чин пуковника.

### Послератни период
После ослобођења Југославије, налазио се на одговорним друштвено-политичким функцијама, био је:
- помоћник министра унутрашњих послова ФНРЈ Александра Ранковића, од 1946. до 1953. године,
- Савезни секретар за унутрашње послове ФНРЈ, од 1953. до 1963. године,
- председник Одбора  за унутрашњу политику СИВ-а, од 1963. до 1966. године,
- члан Савезног извршног већа (СИВ), од 1953. до 1966. године.

За републичког и савезног народног посланика биран је на свим изборима од 1945. до 1963. године. Био је члан Централног комитета Савеза комуниста Србије и Централног комитета Савеза комуниста Југославије, у који је биран на Шестом, Седмом и Осмом конгресу СКЈ, као и члан Савета федерације. Имао је чин резервног генерал-потпуковника ЈНА.
Због наводне злоупотребе положаја у Управи државне безбедности (УДБ), на Четвртом (брионском) пленуму ЦК СКЈ, јула 1966. године, заједно са Александром Ранковићем позван је на одговорност. За разлику од Ранковића, Стефановић је на Пленуму наступио енергично, одлучно изневши своју одбрану. Иако не тврдећи да грешака у његовом раду у органима безбедности није било, негирао је оптужбе изнете на његов и Ранковићев рачун, истакавши како Управа државне безбедности није имала интерес за прислушкивањем. Стефановићево излагање било је прекидано упадицама са места, углавном Светозара Вукмановића Темпа, накратко и полемиком са самим Јосипом Брозом Титом. Своју реч, Стефановић је завршио констатацијом да је заслужио и даље чланство у Савезу комуниста Југославије, али да је на Партији да донесе ту одлуку. У паузи за ручак, Стефановић је, уз Ранковића, био потпуно изолован. Нико од чланова Централног комитета СКЈ није желео са њим да седне за сто. Придружио му се једино Војин Лукић, његов наследник на позицији Савезног секретара за унутрашње послове СФРЈ. Вече уочи Пленума, управо је Лукић добио писмо од Стефановића и Животија Србе Савића, у којем га упозоравају о исконструисаним оптужбама и дневном реду Пленума. До краја заседања, Стефановић је говорио још једанпут. Овога пута, тон његовог обраћања је био помирљивији у односу на претходно. Одлуком Пленума, Светислав Стефановић је разрешен свих политичких функција, искључен из Централног комитета СКЈ и из СКЈ и пензионисан.
Преминуо је у Београду 9. јануара 1980. године. Сахрањен је 11. јануара на Новом гробљу у Београду.
Носилац је Партизанске споменице 1941. и других југословенских одликовања, међу којима и Ордена народног ослобођења, Ордена заслуга за народ са златном звездом, Ордена братства и јединства са златним венцем и Ордена за храброст. Орденом народног хероја одликован је 27. новембра 1953. године.

## Галерија
- Ћећа Стефановић (стоји окренут леђима) са групом партизанских вођа у околини Сплита, 1943.
- Стефановић, седми здесна, и руководство Удбе са Титом, у Београду, 1951.
- Са Јосипом Брозом Титом, Александром Ранковићем, Јованом Веселиновим Жарком, Јованком Броз и Слободаном Пенезићем Крцуном у Неготину 1959.
- Стефановић, трећи слева, на 70. рођендану Јосипа Броза Тита, у Београду, 1962.
- Орден народног хероја